# Římskokatolická farnost Mariánské Lázně
Římskokatolická farnost Mariánské Lázně je farnost vikariátu Cheb. Duchovní správu zajišťuje P. Řehoř Pavel Urban, O. Praem.

## Současné členění farnosti
Mariánské Lázně
- farní kostel Nanebevzetí Panny Marie
- kostel svatého Antonína Paduánského

Velká Hleďsebe
- kostel svaté Anny

Lázně Kynžvart
- kostel svaté Markéty

Trstěnice
- kostel svatého Víta

Drmoul
- kaple svatého Josefa

Tři Sekery
- kostel Čtrnácti svatých pomocníků

Stará Voda
- kaple svaté Anny
- ruina kostela svatého Jana Křtitele